# عدنان أكرم
عدنان أكرم (17 نوفمبر 1983 بلاهور في باكستان - ) (بالإنجليزية: Adnan Akram)‏ هو لاعب كريكت بريطاني. لعب مع نادي مقاطعة ساسكس للكريكت ‏ ونادي جامعة كامبريدج للكريكيت ‏.

## وصلات خارجية
- عدنان أكرم على موقع إي آس بي آن كريك إنفو (الإنجليزية)